# 債務擔保證券
債務擔保證券（簡稱CDO），又稱擔保債權憑證，是一種信貸掛鈎票據形式，由債權组合構成的結構性投資產品，是以如金融資產證券化商品（MBS、ABS）為擔保，由這些擔保品組成資產池，再憑以發行不同信用等級與收益率之證券。

## 概要
資產池中的證券依信用評等可分為不同的券次：最上層為主要券次（Senior tranches），其保護最高、風險最低，信用評等為AAA水準；最下層券次為權益券次（Equity Tranche），優先承受資產池中所有債權之信用損失，風險最高，但收益率最高，其性質類似資產負債表中之業主權益；風險及收益率介於前述兩者之間的券次則稱為夾層券次（Mezzanine Tranche）。
各種券次對擔保資產之利息與本金之受償順序是由上而下，對資產池債權違約損失之承受順序則是由下而上。

## 歷史
債務擔保證券于2000年至2007年间在金融业的广泛应用。最初被开发用于公司债券市场，但在2002年后，CDO成为再融资抵押支持证券（MBS）的工具。与其他由资产支持的私人标签证券一样，CDO可以被视为一种承诺，根据CDO从其拥有的债券或其他资产池所收集的现金流程，以预定的顺序向投资者支付。CDO信用风险通常基于从这些债券或资产评级中得出的违约概率（PD）进行评估。其中被稱為合成債務擔保證券的產品（以和債權關聯的衍生產品代替債權本身）被認為給美国的房地产泡沫及其后次貸危機的加剧起了推波助澜的作用。
CDO被“切片”成称为“级别”的部分，这些部分根据优先级依次“捕捉”利息和本金支付的现金流。如果某些贷款违约，CDO收集的现金不足以支付所有投资者，最低级别的投资者最先遭受损失。最后失去支付的是最安全、最高级别的分级。因此，票息支付（和利率）根据分级而异，最安全/最高级别的分级获得最低利率，最低级别的分级获得最高利率以补偿更高的违约风险。例如，一个CDO可能按安全性顺序发行以下分级：最高级别AAA（有时称为“超级最高级”）；次高级别AAA；AA；A；BBB；剩余部分。
CDO的发行由单独的特殊目的实体而非母公司投资银行发行，并向投资者支付利息。随着CDO的发展，一些发起者将级别重新打包成另一种迭代，称为“CDO平方”、“CDO of CDOs”或“合成CDO”。
在2000年代初期，支撑CDO的债务通常是多样化的，但到了2006-2007年，当CDO市场增长到数千亿美元时，情况发生了变化。CDO的抵押品开始被高风险（BBB或A）分级支配，这些分级通常是从其他资产支持证券中循环利用的，其资产通常是次级抵押贷款。这些CDO被称为“推动次级抵押贷款供应链的引擎”，被认为给放贷人提供了更大的激励来进行次级贷款。

## 參看
- 次貸危機
- 摩根士丹利的精明債券
- 迷你債券
- CBO/CLO/資產掛鈎投資(ELI)/資產掛鉤票據（ELN）
- 电影《大空头》
- 資產擔保證券

## 外部連結
- How a CDO is like a bottle of Champagne. From Marketplace[永久]
- Global Pool of Money (NPR radio) （页面存档备份，存于）
- The Story of the CDO Market Meltdown: An Empirical Analysis-Anna Katherine Barnett-Hart-March 2009-Cited by Michael Lewis in "The Big Short"（页面存档备份，存于）
- Diagram and Explanation of CDO （页面存档备份，存于）
- CDO and RMBS Diagram-FCIC and IMF （页面存档备份，存于）
- What's a CDO? Interactive Graphic - December 2007 （页面存档备份，存于）
- "Investment Landfill" （页面存档备份，存于）
- Portfolio.com explains what CDOs are in an easy-to-understand multimedia graphic （页面存档备份，存于）
- The Making of a Mortgage CDO （页面存档备份，存于） multimedia graphic from The Wall Street Journal
- JPRI Occasional Paper No. 37, October 2007  Risk vs Uncertainty: The Cause of the Current Financial Crisis By Marshall Auerback （页面存档备份，存于）
- How credit cards become asset-backed bonds. From Marketplace[永久]
- Vink, Dennis and Thibeault, André (2008). "ABS, MBS and CDO Compared: An Empirical Analysis" [[Journal of Structured Finance|The Journal of Structured Finance （页面存档备份，存于）]
- "A tsunami of hope or terror?", Alan Kohler, Nov 19, 2008. （页面存档备份，存于）
- Collateralized Debt Obligations at Wikinvest